# Теория на полетата
Теория на полетата е дял от математиката, изучаващ алгебричните структури наречени полета. Полетата са удачно обобщение на повечето числови системи. Добре познатите рационални, реални и комплексни числа са полета.

## История
В началото на 19 век, Нилс Абел и Еварист Галоа за пръв път използват полета в трудовете си по разрешимост на общите уравнения от 5-а и по-висока степен.
През 1871, Рихард Дедекинд, въвежда термина поле, като с него означава множество от реални или комплексни числа затворено относно четирите основни аритметични операции.
През 1893, Хайнрих Вебер дава първата абстрактна дефиниция на поле.
В самото начало на теория на полетата, дефиницията на поле не включва комутативност на умножението. Поле, в съвременния смисъл на понятието, тогава е наричано комутативно поле. На немски и френски думите използвани за означаване на термина поле, буквално се превеждат като тяло (съответно 'Körper' и 'corp'), термин който в българската и руската математическа традиция се асоциира именно с първоначалната дефиниця на поле (т.е. поле в което липсва комутативност на умножението). На английски не съществува подобен термин, вместо това се използва 'пръстен с деление' (division ring) или 'скосен пръстен' (skew field).

## Разширение на поле
Поле K, съдържащо k като подполе, се нарича разширение на k. Съществуват различни видове разширения: крайномерни, прости, крайно поредени и пр. Ако всеки елемент на разширението K е корен на полином с коефициенти от k, то K се нарича алгебрично разширение. В противен случай K се нарича трансцендентно разширение и съществува максимално подполе на K, което е алгебрично разширение на k. Простите алгебрични разширения са част от крайномерните разширения. Крайномерните, алгебрично породените и съставните алгебрични разширения съвпадат и са елементи от класа на алгебричните разширения, който е значително по-широк, обхващайки и някои безкрайномерни разширения.
Главната цел на теорията на Галоа е изучаването на алгебричните разширения на дадено поле.

## Приложения
Много от най-трудните и красиви задачи за построение с линийка и пергел, известни още от древността, са били решени едва след разработването на методите на теорията на полетата.
В линейната алгебра полетата влизат в употреба при дефиниране на вектори и матрици, чийто елементи може да са от произволно поле.
Крайните полета, полета с характеристика просто число, се използват в теория на числата, теория на Галоа и теория на кодирането и др.
Двоичните полета, полета с характеристика 2, намират употреба в дискретната математика.